# Pagrus auratus
Il pagro indopacifico (Pagrus auratus (Forster, 1801)) è un pesce osseo della famiglia Sparidae.

## Descrizione

### Dimensioni
Misura fino a 130 cm di lunghezza, sebbene la lunghezza media si mantenga attorno ai 40 cm: il peso massimo registrato era di 20 kg. 

### Aspetto

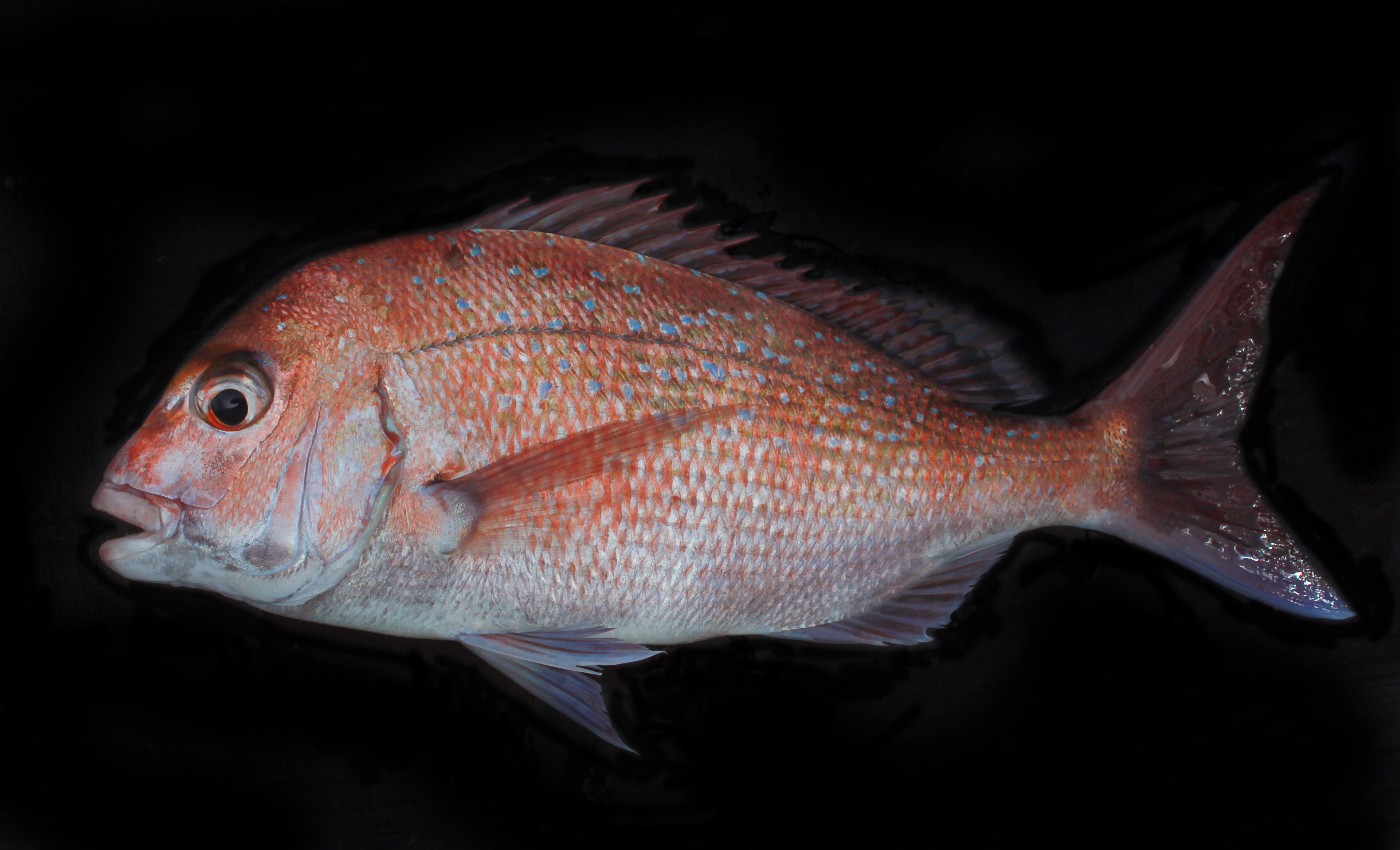
Esemplare a Tauranga.

Si tratta di pesci dall'aspetto massiccio, con grossa testa e corpo tozzo.

L'aspetto ricorda quello dell'orata nei giovani e quello del dentice negli adulti.
Gli esemplari adulti di ambedue i sessi cominciano a sviluppare una gibbosità nell'area frontale.
Le scaglie presentano riflessi dorati e sono di colore argentato su fianchi e ventre, mentre l'area dorsale e la testa sono di colore rosato: dello stesso colore sono le pinne pettorali e la coda. Gli esemplari in riproduzione presentano inoltre forti sfumature di colore verde metallico: questo dato viene utilizzato in alcune aree (come ad esempio in buona parte dell'Australia) per rilasciare l'animale, in modo da non intaccare gli stock selvatici.

## Biologia
Si tratta di pesci dalle abitudini di vita principalmente diurne, che da giovani tendono a vivere in piccoli banchi di una trentina di individui che si muovono lungo le aree rocciose costiere, mentre gli esemplari adulti sono più schivi e solitari e tendono a vivere più in profondità.

### Alimentazione
Il pagro australiano si ciba principalmente di crostacei di vario tipo: fanno parte della sua dieta anche altri animali marini, come policheti, stelle marine, ricci di mare, molluschi e piccoli pesci.

### Riproduzione
La maturità sessuale viene raggiunta attorno ai 20-28 cm di lunghezza.

Quando la temperatura dell'acqua raggiunge i 18 °C (tarda estate australe) gli esemplari maturi sessualmente si radunano in aree aperte a meno di 50 m di profondità, dove avviene l'evento riproduttivo.
Sebbene siano stati osservati casi di proteroginia in Nuova Zelanda, non sono stati fatti studi approfonditi sull'eventuale ermafroditismo in questa specie. 
La speranza di vita si aggira attorno ai 40 anni, raggiungendo in casi eccezionali i 54 anni. I tassi di crescita variano a seconda dell'areale, con ad esempio le popolazioni neozelandesi che crescono velocemente per poi assestarsi e quelle australiane che presentano invece crescita lenta ma costante (che le rende più vulnerabili al fenomeno dell'overfishing).

## Distribuzione e habitat
Nonostante quello che il nome comune potrebbe suggerire, il pagro australiano non vive solo in Australia (dove popola l'area costiera da Karratha alle coste orientali della penisola di Capo York attraverso tutto il sud dell'isola) ma anche in Nuova Zelanda, Nuova Caledonia, Vanuatu, Figi, Samoa, Polinesia occidentale, e con areale disgiunto nell'area dal Golfo del Tonchino al Mar del Giappone.

Nell'ambito del proprio areale di distribuzione questo animale è generalmente concentrato in determinate aree e poco comune in tutte le altre.
L'habitat di questi pesci è rappresentato dalle aree rocciose costiere fino a 200 m di profondità, con abbondanza di scogli e reef fra i quali muoversi: con l'età, aumenta la preferenza per grossi scogli isolati con presenza di fondali fangosi o sabbiosi. Gli esemplari adulti tendono inoltre a frequentare gli estuari.
Il pagro australiano è un pesce tendenzialmente stanziale: sono tuttavia noti (anche se ancora poco documentati) fenomeni di migrazione stagionale, come ad esempio nella baia di Port Phillip.

## Rapporti con l'uomo

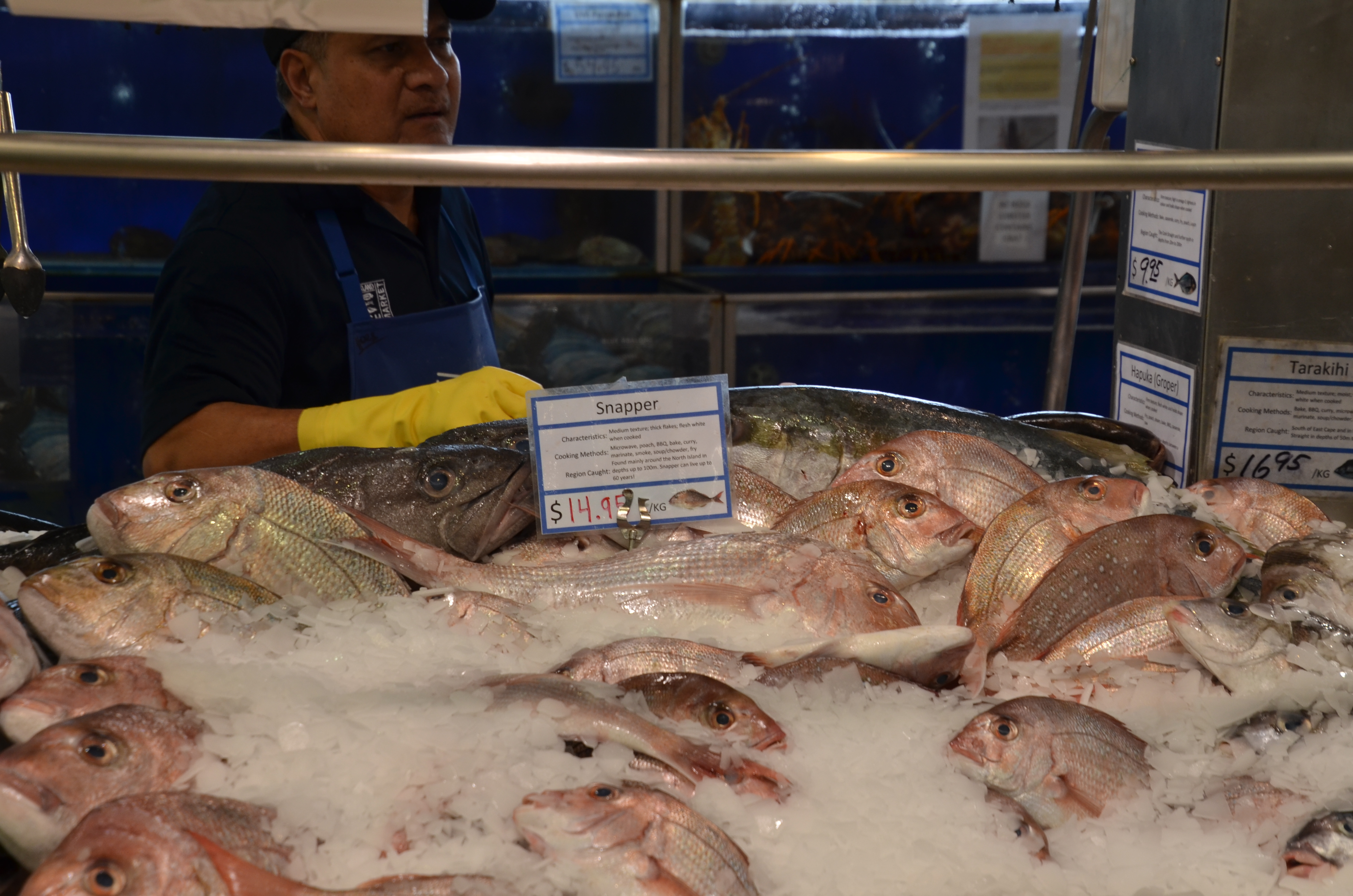
Esemplari in vendita al mercato del pesce di Auckland.

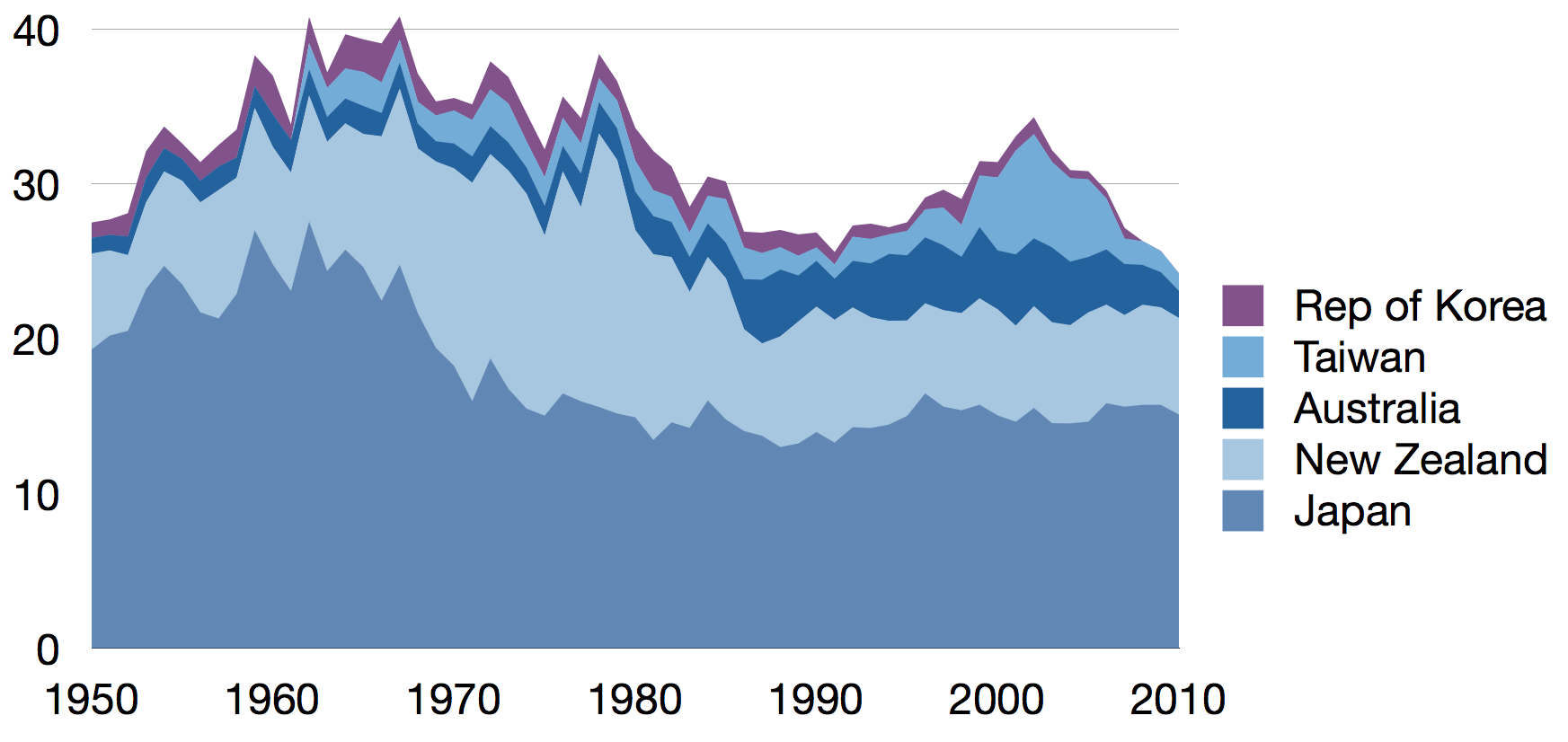
Pesca del pagro australiano dal 1950 al 2001: dati FAO.

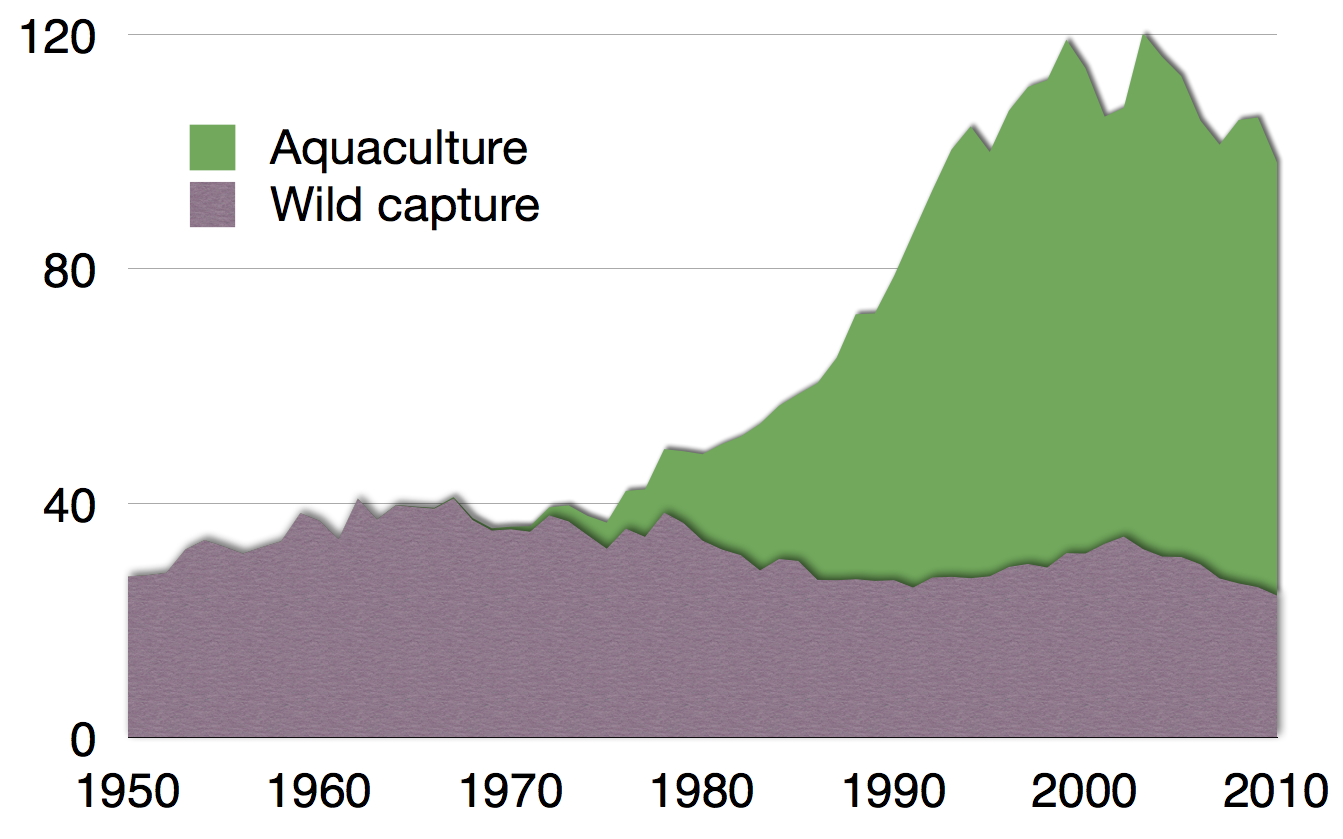
Acquacoltura del pagro australiano: dati FAO.

Fin dall'antichità il pagro australiano è una specie di importante valore alimentare nel suo areale di distribuzione: ad esempio i Maori (in particolare i clan dell'Isola del Nord), presso i quali questo animale è noto come tāmure (quando adulto) o karatī (giovanile), erano e sono grandi consumatori di questi pesci, le cui ossa sono sempre una componente cospicua e talvolta maggioritaria dei depositi subfossili nelle aree archeologiche. Fra i Maori esiste un metodo particolare di preparazione tradizionale per questo pesce (chiamato kaniwha) in cui l'animale pescato viene immerso in acqua dolce e strizzato numerose volte prima di essere consumato crudo: la base della lingua, detta nene in lingua Maori, rappresenta il boccone più prestigioso dell'animale.
Questi pesci sono inoltre molto rinomati come target della pesca sportiva e commerciale: negli anni '10 del XXI secolo, ad esempio, si stima ne siano state pescate fra le 25.600 e le 34.400 tonnellate.